# Israel Academy of Sciences and Humanities

Akademins logga

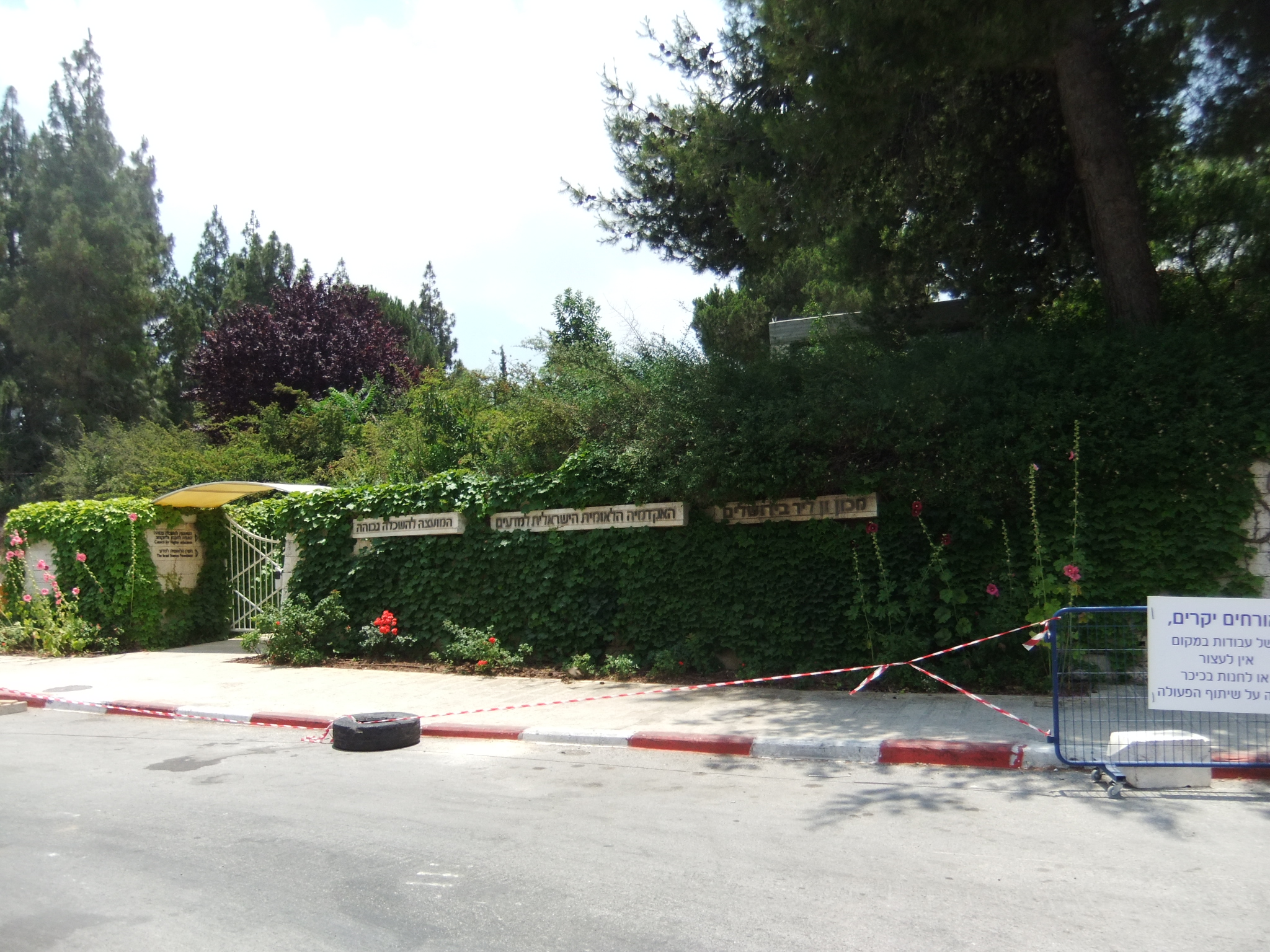
Ingången till akademiens område.

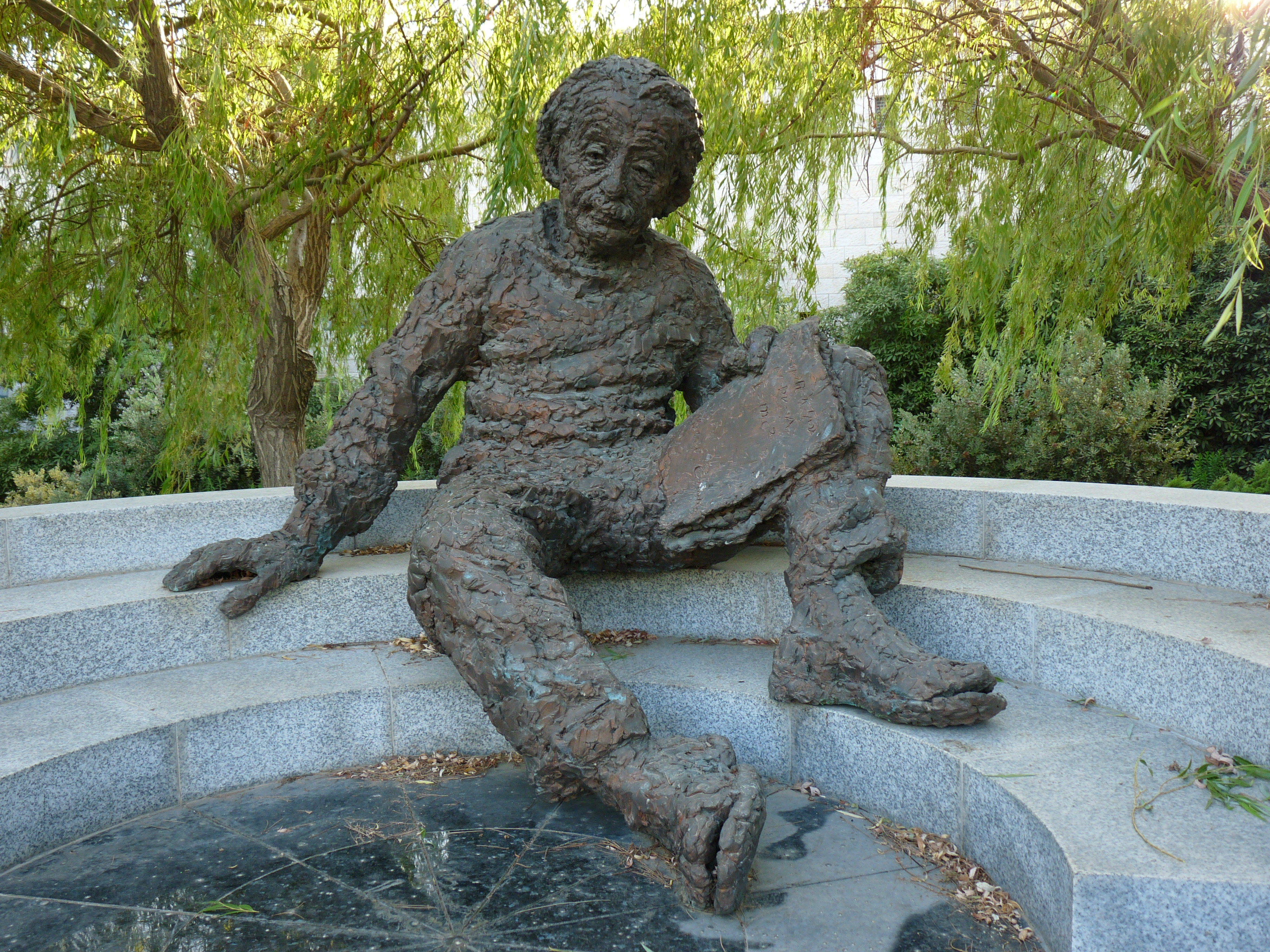
Staty av Albert Einstein på akademiens innergård.

Israel Academy of Sciences and Humanities är en vetenskapsorganisation baserad i Jerusalem. Akademin bildades 1961 av staten Israel för att främja kontakter mellan forskare inom naturvetenskap och humaniora i Israel och för ge råd till regeringen om forskningsprojekt av nationell betydelse. Många av Israels mest framstående forskare är medlemmar. Akademins lokaler ligger granne med Israels presidents officiella residens.

## Verksamhet
Inom naturvetenskaperna finansierar akademin projekt inom Israels geologi, flora och fauna samt och israeliska forskares deltagande i internationella projekt, till exempel högenergifysik vid CERN och synkrotronstråleforskning vid European Synchrotron Radiation Facility.
Inom humaniora finansieras forskning kring Tanakh och Talmud, judisk historia, judisk filosofi, judisk konst, och det hebreiska språket, liksom hebreisk prosa och poesi.
Akademin delar ut forskningsmedel och hanterar ett antal stipendier och priser. Einstein-stipendierna syftar till att främja relationerna mellan forskare från hela världen och den israeliska akademiska världen. Forskningsmedel delas ut från Israel Science Fund, Adler-fonden för rymdforskning, Wolf Foundation och Fulks fond för medicinsk forskning. Akademin driver även Israel Academic Center i Kairo, som hjälper israeliska forskare med forskning om Egypten och den egyptiska kulturen, samt underlättar samarbete med egyptiska akademiker.
Akademien har observatörsstatus vid European Science Foundation, och har utbytesprogram med brittiska Royal Society, British Academy, Svenska Akademien, och National Research Council of Singapore.